# 岩扇属
岩扇属（学名：Shortia）是岩梅科下的一个属，为无茎、常绿草本植物。该属共有6种，分布于北美至日本。